# Nati nel 1554
| Questa pagina contiene informazioni ricavate automaticamente dalle voci biografiche con l'ausilio del template Bio e di un bot. L'aggiornamento è periodico e automatico e ricostruisce completamente la pagina. Se manca una persona in questa lista, sei pregato di non aggiungerla, ma accertati piuttosto che la sua voce biografica contenga il template Bio e che i dati anagrafici siano correttamente compilati. Se il template Bio manca, inseriscilo tu stesso o, in alternativa, metti l'avviso {{tmp\|Bio}} che ne segnala la mancanza. Se i dati riportati sono sbagliati, correggi direttamente la voce biografica; le modifiche saranno visibili in questa lista entro pochi giorni. Per chiarimenti vedi il progetto biografie. La lista contiene solo le 64 persone che sono citate nell'enciclopedia e per le quali è stato implementato correttamente il template Bio. Pagina aggiornata al 14 dic 2024. |

## Gennaio(5)
- 1º gennaio - Ludovico III di Württemberg, duca tedesco († 1593)
- 9 gennaio - Papa Gregorio XV, papa, arcivescovo cattolico e cardinale italiano († 1623)
- 11 gennaio - Curzio Picchena, umanista italiano († 1626)
- 20 gennaio - Gian Battista Caotorta, politico italiano († 1597)
- 20 gennaio - Sebastiano I del Portogallo, re portoghese († 1578)

## Febbraio(3)
- 6 febbraio - Ippolito della Rovere, militare italiano († 1620)
- 21 febbraio - Alessandro di Sassonia, principe tedesco († 1565)
- 27 febbraio - Giovanni Battista Paggi, pittore italiano († 1627)

## Marzo(7)
- 1º marzo - William Stafford, nobile e agente segreto inglese († 1612)
- 9 marzo - Ascanio Persio, linguista, umanista e grecista italiano († 1610)
- 18 marzo - Giosia I di Waldeck, nobile tedesco († 1588)
- 21 marzo - Gastón de Moncada y Gralla, nobile, politico e diplomatico spagnolo († 1626)
- 22 marzo - Catherine de Parthenay, umanista, poeta e mecenate francese († 1631)
- 26 marzo - Carlo di Guisa, nobile francese († 1611)
- 28 marzo - Ivan Ivanovič di Russia,  russo († 1581)

## Aprile(2)
- 15 aprile - Giovanni Da Lezze, militare e politico italiano († 1625)
- 15 aprile - Simone VI di Lippe, nobile tedesco († 1613)

## Maggio(1)
- 26 maggio - Girolamo Dandini, gesuita, teologo e diplomatico italiano († 1634)

## Giugno(2)
- 3 giugno - Pietro de' Medici, nobile, generale e politico italiano († 1604)
- 5 giugno - Benedetto Giustiniani, cardinale italiano († 1621)

## Luglio(1)
- 5 luglio - Elisabetta d'Asburgo, regina († 1592)

## Agosto(1)
- 22 agosto - Ottavio Costa, banchiere e collezionista d'arte italiano († 1639)

## Settembre(1)
- 27 settembre - Cosimo Bottegari, compositore, cantore e liutista italiano († 1620)

## Ottobre(3)
- 1º ottobre - Leonardo Lessio, teologo olandese († 1623)
- 3 ottobre - Fulke Greville, poeta, drammaturgo e politico inglese († 1628)
- 20 ottobre - Bálint Balassi, poeta ungherese († 1594)

## Novembre(1)
- 30 novembre - Philip Sidney, poeta e militare britannico († 1586)

## Dicembre(2)
- 17 dicembre - Ernesto di Baviera, arcivescovo cattolico tedesco († 1612)
- 19 dicembre - Filippo Guglielmo d'Orange, principe († 1618)

## Senza giorno specificato(35)
- Jean Louis de Nogaret de La Valette, militare francese († 1642)
- Lorenzo Binago, architetto italiano († 1629)
- Diane d'Andoins, contessa francese († 1620)
- Arnoldo III di Bentheim-Tecklenburg, nobiluomo tedesco († 1606)
- Ercole Bevilacqua, militare italiano († 1600)
- Carlo III di Borbone, arcivescovo cattolico francese († 1610)
- Paul Bril, pittore e incisore fiammingo († 1626)
- Giulio Calvi, teologo e vescovo cattolico italiano († 1608)
- Jakob Christmann, astronomo e orientalista tedesco († 1613)
- Anton Eisenhoit, incisore, orafo e medaglista tedesco († 1603)
- Jean Errard, architetto, matematico e ingegnere militare francese († 1610)
- Alessandro Giustiniani Longo, doge († 1631)
- Orazio Guarguanti, medico e letterato italiano († 1611)
- Ruy Díaz de Guzmán, esploratore paraguaiano († 1629)
- Hatakeyama Yoshinori, militare giapponese († 1574)
- Thomas Hemerford, presbitero inglese († 1584)
- Richard Hooker, teologo e presbitero inglese († 1600)
- Giovanni Giacomo Imperiale Tartaro, doge († 1622)
- Kani Saizō, militare giapponese († 1613)
- Jacob Kurz von Senftenau, diplomatico e giurista austriaco († 1594)
- Luigi Melzi, politico italiano († 1629)
- Lazzaro Pantaleo Murassana, poeta italiano
- Pedro Osores de Ulloa, generale spagnolo († 1624)
- Emanuele Quero Turillo, vescovo cattolico spagnolo († 1605)
- Sakuma Morimasa, militare giapponese († 1583)
- Germanico Savorgnan, architetto e condottiero italiano († 1597)
- George Somers, ammiraglio britannico († 1610)
- Francis Throckmorton, nobile inglese († 1584)
- Teofilo Torri, pittore italiano († 1623)
- Wakizaka Yasuharu, militare giapponese († 1626)
- Arnoldo Wion, editore e monaco cristiano francese
- Paolo Emilio Zacchia, cardinale italiano († 1605)
- Melchiorre Zoppio, filosofo e drammaturgo italiano († 1634)
- Jean de Bonsi, cardinale e vescovo cattolico italiano († 1621)
- Gilles Durant de la Bergerie, poeta francese († 1614)